# Zorzines repurgatus
Zorzines repurgatus är en fjärilsart som beskrevs av Inoue 1992. Zorzines repurgatus ingår i släktet Zorzines och familjen nattflyn. Inga underarter finns listade i Catalogue of Life.